# Matt Banahan
Matthew Andrew Banahan (Saint Brélade, 30 de Dezembro de 1986) é um atleta jersiano de rugby union que joga pela Seleção Inglesa de Rugby e, no campeonato inglês, pelo Bath. Sua posição de origem é Ponta, mas ele também joga como Segundo Centro.

## Início da vida
Banahan cresceu jogando Hóquei em campo, sendo convocado para a seleção de Jersey e Oeste da Inglaterra na categoria júnior, então decidiu parar sua carreira de jogador de hóquei e mudou para o rugby union. Banahan então foi para a La Moye school e Les Quennevais School.

## Carreira no clube
Banahan mudou-se para Bath, depois de se destacar na Academia do London Irish e foi trazido para o Bath Rugby, em 2006, como um Terceira linha. Sem surpresa dado seus atributos físicos, ele começou como um Terceira linha, mas mudou para Ponta onde sua poderosa combinação de tamanho, força e velocidade fizeram dele uma arma potente na Bath United, o time da Academia do Bath Rugby, onde marcou dez tries em quatorze jogos na última temporada antes de ir para os profissionais.
Rapidamente foi promovido para a equipe principal, fazendo suas 26 primeiras aparições e terminando a temporada 2007/08 como artilheiro do clube em número de tries (16) e na segunda colocação da Guinness Premiership na temporada regular (10) atrás apenas de Tom Varndell (13), jogador do Leicester Tigers.